# Стремянной

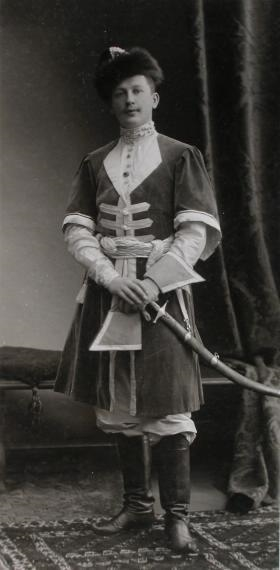
Граф А. А. Игнатьев в наряде стрельца Стремянного приказа времён царя Алексея Михайловича.

Стремянной (стременной, стремянный) — придворный чин в Русском государстве, верховный конюх, сопровождающий Государя верхом, заведовал царскими верховыми лошадьми и подавал стремя царю, когда последний садился верхом.
Когда Царское Величество бывал в походах, тогда имели они смотрение над верховыми лошадьми, каретами и санями, что бы всё было исправно. В пути были при каретах и санях. Им в помощники были даны Задворные и Стряпчие конюхи. Стремянной конюх брал на себя обязательство, указанное в Приписи Конюхам стремянным: «…Царёво и Великого князя здоровья во всём оберегать, и зелья и коренья лихого в Государственные сёдла и узды и в войлоки и в рукава и в возки и в сани и в попону (и.т.д) не класть и мимо себя никому положить не велеть и ни какого зла и волшебства не чинить. К конюшенным нарядам сторонних людей не подпускать, от сторонних всякого чину людей во всём беречь накрепко….».
В подчинении находились Задворные, Стряпчие и Стадные конюхи.  Чин существовал до Петра I.
Стремянными (стремянной стрелец) также назывались конные московские стрельцы, составлявшие особый царский отряд (полк), на обязанности которого было занимать караулы при дворцах (потешных сёлах), сопровождать царя во время путешествий и прочего. Сформированы при Иване IV когда из московских стрельцов выделился двухтысячный полк стремянных, то есть верховых стрельцов, сопровождавших его во всех его походах.

## Список стремянных конюхов
| Род          | Имя, Отчество                  | Год упоминания | Пожалование вотчинами                                                                                               |
| ------------ | ------------------------------ | -------------- | --- |
| Азарьины     | Иван Леонтьевич                | 1641-1649      | Московский уезд: пустоши Быково и Орешки                                                                            |
| Айгустовы    | Афанасий                       | 1638-1651      | Рузский уезд: пустошь Струбково                                                                                     |
| Алферьевы    | Котломан Тимофеевич            | 1645           | Ростовский уезд: село Титово и деревня Старое с пустошами                                                           |
| Алферьевы    | Юмран Тимофеевич               | 1645           | Ростовский уезд: село Титово и деревня Старое с пустошами                                                           |
| Блудовы      | Василий Иванович               | 1627-1651      | Суздальский уезд: сельцо Петряево с деревнями и пустошами, деревни Юрьино, Пережогино с пустошами                   |
| Булгаковы    | Дмитрий Кузьмин                | 1640           | Кашинский уезд: сельцо Лаврентьево (Ильинское) в Большой Задубровской слободе Пожалован в дьяки Конюшенного приказа |
| Голодецкие   | Василий Семёнович              | 1623           | Тверской уезд: деревня Говорово с пустошами Дмитровский уезд: сельцо Телешево с пустошами                           |
| Горловы      | Фёдор Андреевич                | 1657           | Стремянной конюх (1657).                                                                                            |
| Гурьевы      | Афанасий Иванович              | 1627           | Тарусский уезд: село Жуково и доля в деревни Верхнее Кольцово                                                       |
| Губаревы     | Василий Логгинович             | 1671-1713      | |
| Гребенёвы    | Дмитрий                        | 1565           | Назначен к литовскому гонцу в Москве (1565).                                                                        |
| Дерновы      | Богдан                         | 1614           | |
| Дерновы      | Илья                           | 1614           | |
| Захряпины    | Михаил Фёдорович               | 1653           | Малоярославский уезд: половина Пустошей Колонтаево (Кудиновское)                                                    |
| Золотарёвы   | Воин (Иван) Петрович           | 1621           | Ярославский уезд: деревни Афонино, Нероново, Семухино и треть Дубовицы                                              |
| Мужецкие     | Захар                          | 1636           | |
| Касаткины    | Шихман (Данила) Ермолаевич     | 1610           | Костромской уезд: село Ильинское с деревнями                                                                        |
| Никифоровы   | Пётр Никитич                   | 1645           | Московский уезд: часть деревни Трапезино                                                                            |
| Одинцовы     | Иван Савельевич                | 1619-1629      | Ростовский уезд: деревни Стулово, доли в деревнях Терентьево и Зараменье                                            |
| Пустынниковы | Иван                           | 1627           | Московский уезд: деревня Васькино                                                                                   |
| Пятовы       | Григорий Деев                  |                | |
| Реновы       | Никифор Степанович             | 1630           | Вологодский уезд: деревни Резаново, Телилово и половина Лужино с пустошами                                          |
| Рубцовы      | Гаврила Михайлович             | 1627-1634      | Помещик и вотчинник в Боровском и Малоярославецком уездах                                                           |
| Седловские   | Александр Матвеевич (иноземец) | 1613-1615      | Ярославский уезд: сельцо Лапино и деревня Труфаново                                                                 |
| Сипягины     | Василий Иванович               | 1626           | Галичский уезд: деревня Слуда с пустошами                                                                           |
| Строевы      | Данила Фёдорович               | 1604-1626      | Костромской уезд: деревни Поповино (Попино), Руденец и Подосёново                                                   |
| Сумароковы   | Дружина Никифорович            | 1638           | Московский уезд: пустошь Никитинское (Мелейкино)                                                                    |
| Суровцевы    | Иван Гаврилович                | 1619-1632      | Вологодский уезд: деревни Цыпишево и доля в деревне Кисляково, половина деревни Тиняково                            |
| Титовы       | Михаил Григорьевич             | 1633           | Романовский уезд: деревни Вертково, Ушаково и Лысково (Рисково)                                                     |
| Титовы       | Михаил Иванович                | 1635           | Московский уезд |
| Шишкины      | Иван                           | 1617-1618      | Вотчинники Московского, Вологодского уездов                                                                         |
| Шишкины      | Лев Васильевич                 | 1618           | Вотчинники Московского, Вологодского уездов                                                                         |
| Шишкины      | Дмитрий Богданович             | 1628           | Вотчинники Московского, Вологодского уездов                                                                         |
| Крюковы      | Дмитрий Семёнович              | 1744           | По указу Государыни сыну стремянного конюха Дмитрия Семёновича выдан паспорт.                                       |